# P.S. I Hate You
«P.S. I Hate You» (укр. «P.S. Я ненавиджу тебе») — сімнадцята серія тридцять шостого сезону мультсеріалу «Сімпсони», прем'єра якої відбулась 13 квітня 2025 року у США на телеканалі «Fox».

## Сюжет
В економ-магазиці Мардж з дітьми закуповується на вечірку до свого дня народження. Після виходу з магазина, її зустрічає Гелен Лавджой, яка соромить Мардж за економію на святі.
Дорогою додому Мардж лютує. Зайшовши до будинку Мардж замикається у спальні наодинці. Через кілька хвилин Мардж виходить, повністю спокійна…
Вечірка проходить вдало: дорослі частуються на задньому подвір'ї Сімпсонів, а за дітьми доглядає нянька Шона Чалмерз. На святі містяни вихваляють Мардж за її чуйність і доброту. Наступного ранку Мардж досі радіє, оскільки настав час прибрати безлад після вечірки. Коли вона дістає одяг для прибирання і спорядження із шафи, то помічає, що її секретна скринька зникла.
Мардж розповідає своїй сім'ї, що, коли вона була підлітком, то мала проблеми із гнівом. Якось в одному журналі вона прочитала, що, щоб заспокоїтися, потрібно написати листа об'єктові гніву з усіма найбурхливішими відчуттями. Тоді гнів стихне. І справді протягом багатьох років це спрацьовувало, після чого Мардж завжди була спокійна. Вона зберігала усі гнівні листи у скриньці в шафі.
Після розповіді Мардж телефонує анонімний шантажист з видозміненим голосом. Він вимагає 5 тисяч доларів, інакше розповсюдить всі гнівні листи, і всі дізнаються, що Мардж всередині — розлючена жінка.
Сімпсони роздумують, хто із гостей вечірки міг так вчинити? Вони звертаються до поліції, але марно. Тоді Мардж вирішує позичити гроші в Патті та Сельми, щоб заплатити викуп. Однак, сестри відмовляють кажучи, що не треба було взагалі давати волю емоціям.
Коли закінчується термін передачі грошей знову дзвонить шантажист. Однак, Гомер, натхненний фільмами про переговори, змушує шантажиста замовкнути.
Зрештою, Сімпсони з надією, що все припинилося, відвідують службу у Спрінґфілдській церкві. Перед початком Гелен Лавджой говорить, що їй під двері запхнули гнівного листа. Мардж одразу ж розпізнає його, але, на щастя чи на жаль, шантажист вирізав ім'я авторки (тож підозри падають на Агнес Скіннер).
Коли знервована Мардж виходить з церкви їй знову телефонує шантажист і дає їй ще одну годину, щоб заплатити викуп, інакше перетворить її життя на «огидний пекельний пейзаж мук і горя» (англ. «abominable hellscape of torment and woe»). За цією фразою Мардж здогадується, ким є шантажист…
Під час вечірки Мардж вибачилася перед Шоною, що не попередила, що треба няньчити всіх дітей у місці, а дівчина порівняла це із «огидний пекельний пейзаж мук і горя» — фразою, яку вона причитала у готичному романі. Потім нишпорившись в кімнаті Мардж Шона знайшла секретну скриньку. Разом з її хлопцем Джимбо, вона вигадує план, як отримати гроші, щоб забезпечити їхнє спільне життя.
Мардж вирішує викрасти листи з кімнати Шони. Під приводом інтерв'ю для шкільної газети вона відволікає інспектора Чалмерза (хоча той думає, що жінка заграє з ним). Тим часом Гомер обшукує кімнату Шони і знаходить скриньку. Однак, вже в авто Сімпсони виявляють, що у скриньці готичні романи дівчини.
Сімпсони вирушають до дому престарілих, де Шона волонтерить, щоб цупити ліки. Там вони знаходять парочку шантажистів і наздоганяють їх. Доки Гомер затримує Джимбо, Мардж переслідує Шону до даху будівлі. Шона розповідає, що зробила так, бо прочитала гнівний лист, адресований їй. Вона хоче розсипати листи всім мешканцям, які якраз унизу святкують парад. Під час пояснень Шона підходить надто близько до краю і падає. Мардж тримає дівчину однією рукою, а іншою — рюкзак з листами, хоча, щоб врятувати Шону, Мардж відпускає рюкзак. Врятована Шона щиро вибачається перед Мардж.
В результаті гнівні листи падають якраз до своїх адресатів, обурюючи їх. Мардж виходить до натовпу і просить вибачення за те, що роками приховувала свої справжні почуття, і хоче, щоб вони бачили в ній не просто «милу людину», а людину з почуттями. Мешканці пробачають їй.
У фінальній сцені в магазині Мардж зустрічає Гелен, яка, попри розкаяння Мардж, продовжує насміхатися з неї. Заткнувши вуха Меґґі, Мардж каже Гелен поцілувати її в дупу.
У сцені під час титрів актор Тім Медовз, на якого Мардж злилася через те, що він покинув шоу «Суботнього вечора в прямому ефірі», пише гнівні листи Мардж та іншим об'єктам своєї люті.

## Виробництво
У листопаді 2024 року давня акторка озвучування «Сімпсонів» Памела Гейден заявила, що йде у відставку від роботи в мультсеріалі. Починаючи з цієї серії персонаж Джимбо Джонса озвучує  актриса Мо Коллінз.

## Культурні відсилання та цікаві факти
- Економ-магазин «Dollar Troll» (укр. «Доларовий троль») — це пародія на «Dollar Tree» (укр. «Доларове дерево»), американську мережу дисконтних магазинів[3].
  - Серед продуктів у магазині є паперові рушники «Brainy» — пародія на бренд паперових рушників «Brawny».
- На обкладинці журналу «Teen Ladies Home», який читала Мардж у підлітковому віці, зображено американську співачку Гвен Стефані і статтю про те, як вона винайшла індіанську культуру, що є відсиланням до критики співачки за культурне привласнення[4].
- Секс-коробку, про яку стурбовано запитував Гомер, насправді була в шафі. Її можна побачити у спогаді, коли Мардж ставить коробку зі своїми листами[3].
- Мардж порівнює свою ситуацію зі зростанням і зниженням популярності Еллен Дедженерес, коли вона розпочинала і завершила своє ток-шоу[3].
- У Шони є футболки, присвячені гурту «Nirvana» й Американській федерації планованого батьківства «Planned Parenthood»[3].
- Після падіння з даху всі листи Мардж дивно спіймали саме ті люди, яким їх було адресовано[3].

## Ставлення критиків і глядачів
Під час прем'єри серію переглянули 0,59 млн осіб, з рейтингом 0.2, що зробило її другим найпопулярнішим шоу на каналі «Fox» тієї ночі, після «Сім'янина».
Джон Шварц із сайту «Bubbleblabber» оцінив серію на 8,5/10, сказавши, що серія «потребує трохи часу, щоб завестися, але як тільки це відбувається, вона не втрачає обертів».
Водночас на сайті «Me Blog Write Good» відзначили, що:
|  | Розкажіть мені чесну розповідь із Шоною, який глибоко олюднює її. Попросіть Мардж прямо зіткнутися зі своїми негативними емоціями, уточнивши, як це психологічно впливає на неї. Замість цього вони нам просто дають під ніс моральну промову, і всі просто миттєво прощають Мардж, тому що епізод закінчився. Мені це просто нецікаво. |